# UNAM FC
Der UNAM FC (offiziell University of Namibia Football Club) ist ein Ende der 1990er Jahre gegründeter Fußballverein der Universität von Namibia aus Windhoek in Namibia. 
Heimspiele trägt die Mannschaft, ebenso die Frauenfußballmannschaft (UNAM Bokkies), im UNAM-Stadion (englisch Unam Sports Ground) im Südwesten von Windhoek aus.

## Geschichte
In der Saison 2002/03 stieg der UNAM FC aus der Namibia Second Division in die zweithöchste namibische Spielklasse, der Namibia First Division auf.
Der Verein erwarb im August 2014 von den Ramblers FC das Startrecht in der höchsten namibischen Spielklasse, der Namibia Premier League. Somit trat der UNAM FC in der Saison 2014/15 erstmals in der ersten Liga an. Am 2. Oktober 2014 übernahm zudem der ehemalige UNAM-Student und heutige Geschäftsmann Eliaser Ndimulunde mit seiner Firma (er wirbt mit seinem Druck-Unternehmen Grand Master Printing auf der Brust der Spieler) die vakante Position des Hauptsponsors.